# Rauterkusen
Rauterkusen ist ein Ortsteil der Stadt Attendorn im Kreis Olpe (Nordrhein-Westfalen) und hat 22 Einwohner (Stand 30. Juni 2024).

## Geografie
Rauterkusen liegt nördlich des Kernortes Attendorn zwischen Keseberg im Westen und Ennest im Osten. Der nördlich Auf der Höhe entspringende Bremgebach fließt durch den Ort.

## Geschichte
Rauterkusen wurde urkundlich erstmals im Jahre 1439 als Roterkusen erwähnt. Der Ortsname kann als „bei den Häusern der Leute des Rōtheri“ gedeutet werden. Politisch gehörte Rauterkusen ehemals zum Amt Waldenburg und im Gogericht und Kirchspiel Attendorn zur Bauerschaft Ennest.
Am 22. Februar 1556 verkaufte der Attendorner Bürgermeister Markus in dem Winkel und seine Frau Anna eine Rente aus ihrem Hof Rauterkusen an Hans op dem Jackel (Jäckelchen) im Kirchspiel Helden. 1587 wurde als Pächter auf dem Hof Johann Rechelmann und 1589 Rötger von Rauterkusen eingesetzt. 1605 erfolgte eine Erbteilung des Hofes Rauterkusen, nachdem der Besitzer Bürgermeister Cornelius Zeppenfeld verstorben war. Im Jahre 1607 überließen Gebhardt Boeckelmann und Frau Christina, Bürger zu Attendorn, ihren halben Hofbesitz dem Hunold von Loen, Richter der Stadt Rüthen. Dieser verkaufte 1613 wiederum diese Hälfte an Caspar von Fürstenberg (Haus Schnellenberg). Zwischenzeitlich war der Hof auch abgabepflichtig an den Generalfeldmarschall Lothar von Bönninghausen, mit Wohnsitz als Pächter auf der Burg Schnellenberg. 1682 fiel der gesamte Gutsbesitz an das Haus Schnellenberg. Bewirtschaftet wurde es von Cornelius von Rauterkusen bis zu seinem Tode im Jahre 1686, darauf von dessen Sohn Hans. 1732 verpachtete Christian Franz Dietrich von Fürstenberg den Hof an Johann Rauterkus, danach 1747 auf die Dauer von 12 Jahren an Johannes Korte genannt Rauterkus. In den 1920er Jahren, schreibt Pickert, „war das Gutshaus ein Doppelhaus, das von zwei Besitzern des Gutes bewohnt wurde, von der Wwe. Franz Starke und von Familie Joseph Stuff“.
Das Adressbuch von 1929 führt in Rauterkusen die Namen „Berg, Keseberg (3), Klein (5) und Stuff (2)“ auf. 1936 gab es im Dorf 6 Wohnhäuser mit 6 Haushaltungen und 40 Einwohner. Das Adressbuch von 1956 führt die Namen „Berg (3), Keseberg (4), Klein (8) und Stuff (4)“ auf. Ende 1988 hatte der Ortsteil 29 Einwohner.
Ab 1819 gehörte Rauterkusen im Amt Attendorn zur Gemeinde Attendorn-Land, bis diese 1969 in die Stadt Attendorn eingegliedert wurde.

## Religion, Vereine
Rauterkusen gehört zur Kirchengemeinde Ennest, Sport und Vereinsleben findet in den größeren Nachbarorten statt.